# Solanum davidsei
Solanum davidsei là loài thực vật có hoa trong họ Cà. Loài này được Carvalho miêu tả khoa học đầu tiên năm 1991.